# Martinetti
Martinetti är ett klassiskt tärningsspel med anor från antikens Rom. I spelet används tre tärningar samt på papper uppritade spelplaner med rutor, numrerade 1–12. 
Spelets idé är att med hjälp av ögonen på de tre tärningarna kunna bilda alla tal från och med 1 till och med 12 i nummerordning. Tärningarnas ögon får räknas var för sig eller tillsammans i olika kombinationer. Exempelvis innebär ett kast med 1-2-6 att man kan täcka in rutorna 1 och 2, och genom att addera 1+2 även ruta 3.
Spelarna markerar vilka tal som täckts in genom att kryssa över dessa, eller genom att flytta varsin spelpjäs på en gemensam spelplan. När man kommit till 12 vänder man och går tillbaka samma väg. Den spelare som först kommit tillbaka till ruta 1 vinner spelet.
Spelet kan också kallas Ohio eller landsvägen.

## Varianter
I varianten Everest får talen kryssas över i vilken ordning som helst, men varje tärning får bara räknas en gång i varje kast.